# Политический кризис в Эквадоре (2023)
Политический кризис в Эквадоре начался 17 мая 2023 года из-за судебного процесса по импичменту президента Гильермо Лассо. Процесс импичмента начался в Национальном собрании 9 мая и продолжался до 17 мая, когда Лассо распустил парламент посредством конституционной меры, известной как muerte cruzada («взаимная смерть»). Это событие положило конец расследованию импичмента, привело к роспуску Национального собрания и назначению внеочередных всеобщих выборов.